# Jungfrauenturm

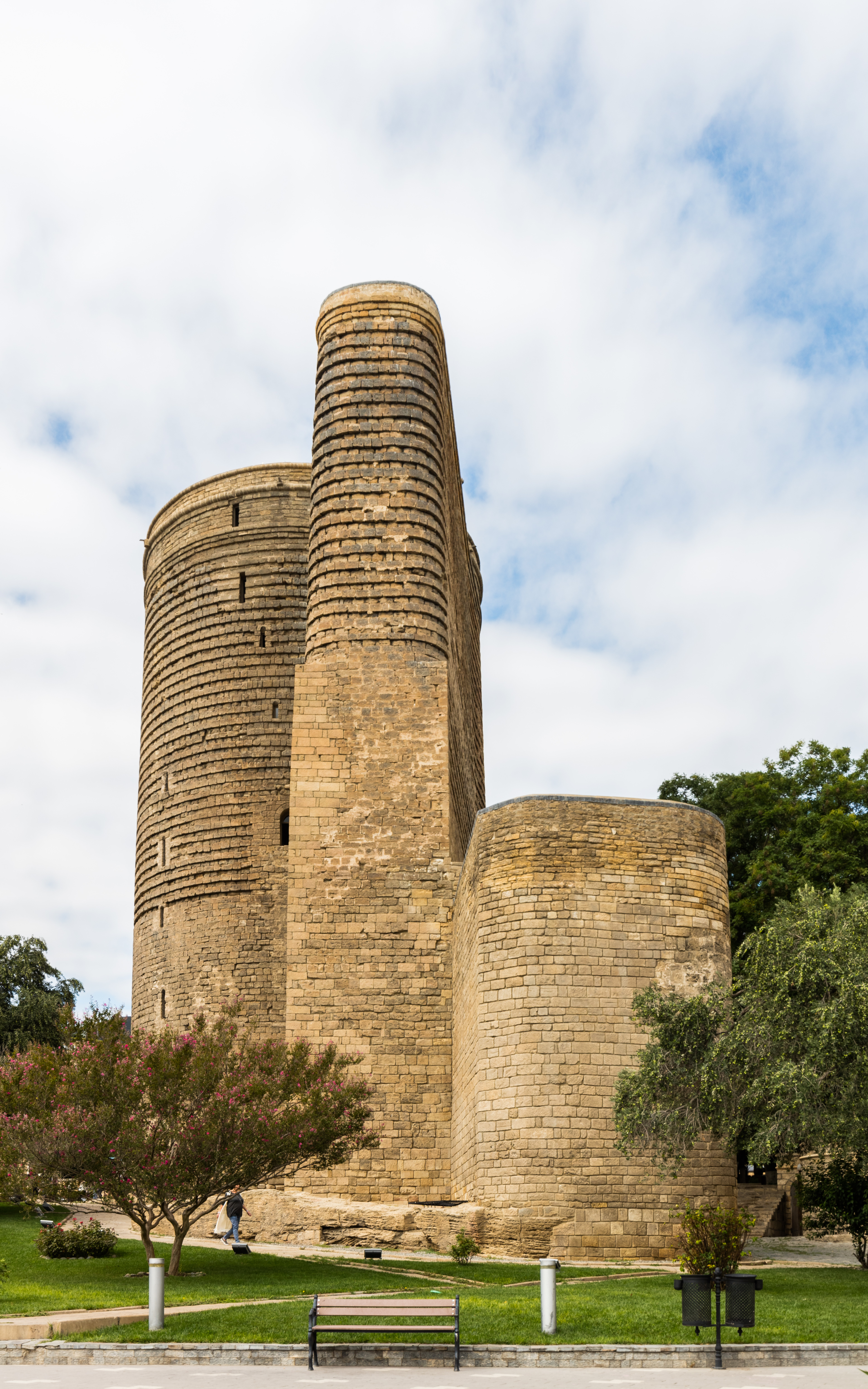
Jungfrauenturm

Der Jungfrauenturm (aserbaidschanisch Qız Qalası), deutsch auch als Jungfrauenbastei oder Mädchenturm bezeichnet, steht im südöstlichen Teil von İçəri Şəhər (Itschäri Schähär), der teilweise heute noch ummauerten Altstadt der aserbaidschanischen Hauptstadt Baku. Er ist vermutlich ein Teil der früheren Stadtbefestigungsanlage, deren östlicher Abschnitt, zu dem der 29,5 Meter hohe Turm gehörte, jedoch nicht mehr existiert. Der Turm ist wie die gesamte historische Innenstadt und der Palast der Schirwanschahs seit 2000 von der UNESCO als schützenswertes Weltkulturerbe eingestuft.

## Standort
Der Jungfrauenturm befindet sich nahe beim Kaspischen Meer, im Südosten der Bakuer Altstadt an einer Kurve des Neftjanik-Prospekts („Ölarbeiter-Allee“: Neftçilər Prospekti bzw. Проспект Нефтяников), einer in Baku entlang der Küste des Kaspischen Meeres verlaufenden Hauptverkehrsstraße.

## Geschichte
Das Alter des Jungfrauenturmes ist nicht eindeutig bestimmbar. Es existieren dazu widersprüchliche Meinungen. Es gibt Vermutungen, nach denen die Fundamente aus dem 5. oder 6. Jahrhundert stammen und die oberen Teile im 12. Jahrhundert entstanden. Darauf weist eine Inschrift des Mesud ibn Da’ud auf der Außenseite des Turmes anlässlich einer Rekonstruktion hin. Dass damals nur der obere Teil umgebaut wurde, wird daraus gefolgert, dass die Inschrift sich nicht über dem Eingang in den Turm befindet, sondern in einem Seitenbereich in einer Höhe von 14 Metern.
Das Dach des Turmes wurde als einziger Teil häufig umgebaut, da hier die Kanonen untergebracht waren. Anfang des 20. Jahrhunderts wurde der Bau saniert.

## Bestandteile

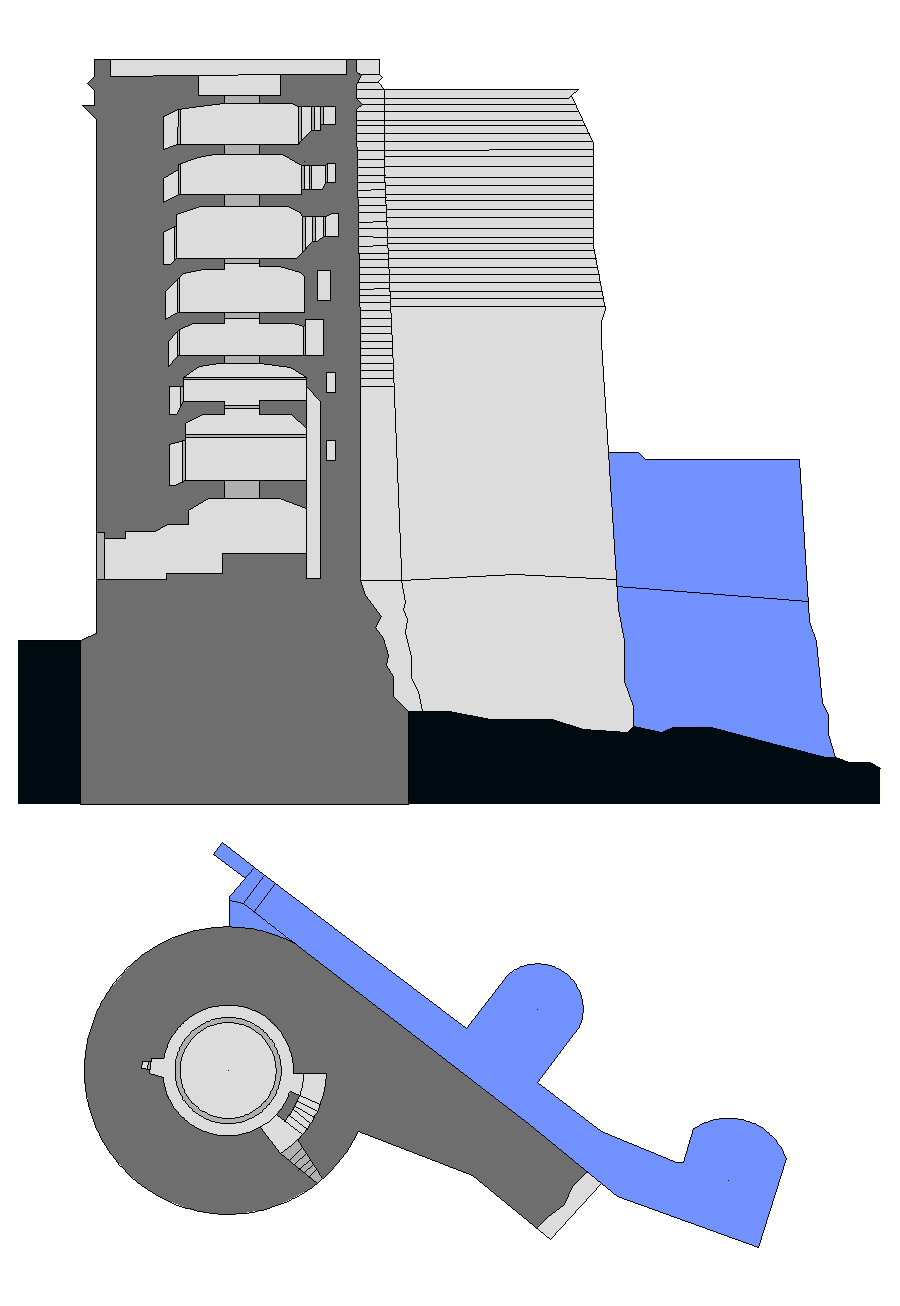
Plan des Bauwerkes, kleinere Bastei und Mauer in Blau.

Der Jungfrauenturm besteht aus lokalem Kalkstein. Er ist zylindrisch und hat eine Höhe von 29,5 Metern bei einem Durchmesser von etwa 17 Metern. Die Wandstärke beträgt am Boden fünf Meter, nach oben nimmt sie auf vier Meter ab. In seinem Inneren hat der Turm acht Geschosse, die von steinernen Gewölben überspannt werden. Jedes Gewölbe hat in der Mitte ein Opaion von drei Metern Durchmesser. Diese ermöglichen die Beleuchtung und Belüftung der Kammern. In jedem Geschoss befindet sich ein niedriger Raum. Die Stockwerke sind durch eine Treppe in der Wand verbunden. Das Erdgeschoss ist nur durch eine Leiter erreichbar, die früher bei Gefahr hochgezogen werden konnte. Innerhalb des Turmes gab es einen 21 Meter tiefen Brunnen, der die Versorgung mit Grundwasser sicherte. In jedem Geschoss gibt es mehrere mannshohe Öffnungen, von denen einige genau die aufgehende Sonne an Sonnwendtagen zeigen. Als Schießscharten taugen sie kaum. Ab etwa 14 Meter Höhe ist in den Außenwänden Schmuck eingekerbt. Den gesamten Turm durchzieht im Mauerwerk eine senkrechte Röhre aus ineinander gesteckten konischen Tonröhren, die Spekulationen über seine einstige Funktion nährt. Die Theorien dazu sind vielfältig und reichen von der Verwendung als Leuchtturm, als einen Sonnen- oder Feuertempel bis hin zur Verwendung als eine Verteidigungsanlage.
Im fünften Stockwerk führt eine Öffnung direkt ins Freie; früher war diese mit einer Tür verschlossen. Die Öffnung und der Gang sind stark abgenutzt. Am Boden befinden sich an dieser Stelle Reste von Gewölben und Konsolen, woraus gefolgert werden kann, dass sich hier früher ein Vorbau anschloss. An dieser Seite schließt sich auch eine kurze Mauer mit zwei Basteien an, die ungefähr halb so hoch wie der Turm sind. Sie sind massiv ausgeführt und beherbergen keine Räume. Sie werden im aserbaidschanischen Volksmund Wellenbrecher genannt, jedoch ist ihre tatsächliche Funktion umstritten. Es ist allerdings möglich, dass der Wasserspiegel des Kaspischen Meeres früher bis an den Turm heranreichte. Dazu passt die Legende zum Namen des Bauwerks: eine Prinzessin soll sich vom Turm ins Meer gestürzt, um einer von ihrem Vater arrangierten Ehe mit einem von ihr nicht gewollten Partner oder gar mit ihm selbst zu entgehen.
Der Baustil des Jungfrauenturmes wurde bislang noch keinem bekannten Baustil eindeutig zugeordnet. Seine massive Bauweise entspricht weder der türkischen noch der persischen Architektur. Deshalb rätseln Forscher seit Jahrzehnten, wozu das sagenumwobene Wahrzeichen der aserbaidschanischen Hauptstadt Baku gedient haben könnte.